# Ponzio Telesino
Ponzio Telesino (in lingua latina Pontius Telesinus; Telesia, ... – Roma, 2 novembre 82 a.C.) è stato un condottiero sannita, comandante dell'esercito italico alleato della fazione democratica nel corso della Guerra civile romana tra sillani e mariani.
Agguerrito e tenace combattente, guidò con grande determinazione un numeroso esercito italico contro Roma con l'obiettivo di distruggere la città e compiere una sanguinosa vendetta contro l'odiato nemico secolare del popolo sannita.
Cadde il 2 novembre 82 a.C. combattendo alla testa dei suoi guerrieri nella drammatica battaglia di Porta Collina contro l'esercito di Lucio Cornelio Silla, dopo aver combattuto strenuamente e con grande fanatismo fino all'ultimo per raggiungere la vittoria.

## Biografia

### Nella Guerra sociale e nella Guerra civile
Ponzio Telesino era originario di Telesia uno dei centri principali del Sannio; sembra che egli vantasse una discendenza diretta dal famoso capo sannita Gaio Ponzio, vincitore dei Romani nella battaglia delle Forche Caudine.
Alcune fonti storiche antiche inoltre riferiscono che Ponzio Telesino avrebbe preso parte con un ruolo importante alla Guerra sociale del 90-88 a.C.; egli viene citato tra i capi principali dell'esercito sannita mobilitato dalle popolazioni italiche del Sannio in rivolta contro Roma; tuttavia non sono noti dettagli sul suo contributo effettivo alla guerra e sulle operazioni belliche a cui avrebbe partecipato. Ponzio Telesino tuttavia compare nelle fonti storiche con un ruolo di grande rilievo, soprattutto nel corso della Guerra civile romana del 83-82 a.C.
Ponzio Telesino era il condottiero al comando del grande esercito sannita reclutato per contrastare la fazione aristocratica romana guidata da Lucio Cornelio Silla e combattere a favore della parte democratica; il Sannio si sollevò in massa durante la guerra civile per contrastare le forze di cui si temeva la politica contraria alle istanze di autonomia e indipendenza degli italici. Silla in particolare, protagonista di una spietata azione di repressione nel Sannio durante la guerra sociale, era odiato e temuto. Ponzio Telesino prese il comando dei contingenti sanniti che, insieme ai Lucani di Marco Lamponio, marciarono da sud lungo la via Latina in direzione di Praeneste per liberare le forze democratiche del giovane Gaio Mario assediate all'interno della città dall'esercito sillano. Ponzio Telesino guidava in totale, comprese le truppe lucane e i reparti democratici provenienti da Capua al comando di Tiberio Gutta, un esercito di circa 70.000 uomini.
Ponzio Telesino guidò le truppe verso Praeneste lungo la via Latina ma nel frattempo Silla si era portato rapidamente verso sud con il suo esercito e l'avanzata dei Sanniti venne fermata prima della città; anche i tentativi di sortita degli assediati fallirono. In aiuto di Telesino arrivarono anche i rinforzi al comando di Lucio Giunio Bruto Damasippo e Gaio Albino Carrina ma l'esercito romano-sannita non riuscì a raggiungere gli assediati di Praeneste. I capi democratici erano consapevoli che con il passare del tempo la loro situazione strategica sarebbe peggiorata, si temeva infatti l'arrivo da nord dell'esercito guidato da Gneo Pompeo che, dopo aver sconfitto le truppe di Gneo Papirio Carbone, avrebbe potuto collaborare con le forze di Silla e mettere in pericolo le loro comunicazioni.

### La battaglia finale di Porta Collina e la morte
Ponzio Telesino consigliò di cambiare completamente la strategia per mutare le sorti della guerra; egli, definito da Plutarco, "uomo di guerra esperto di grandi battaglie", prese la coraggiosa e abile decisione di abbandonare di notte l'assedio di Praeneste e marciare con tutto l'esercito direttamente contro Roma che, priva in quel momento di valide difese, appariva esposta ad un attacco di sorpresa condotto passando lungo la via Latina. La temeraria avanzata contro la città era rischiosa ma è verosimile che Ponzio Telesino e gli altri capi democratici, irritati dai costosi fallimenti a Praeneste, non vedessero altre possibilità per cambiare l'andamento della guerra; inoltre il capo sannita e i suoi guerrieri miravano soprattutto a compiere una crudele vendetta contro l'odiata città nemica. Ponzio Telesino era deciso a combattere una disperata battaglia finale per difendere la libertà e l'esistenza del suo popolo distruggendo Roma e sterminando la popolazione.

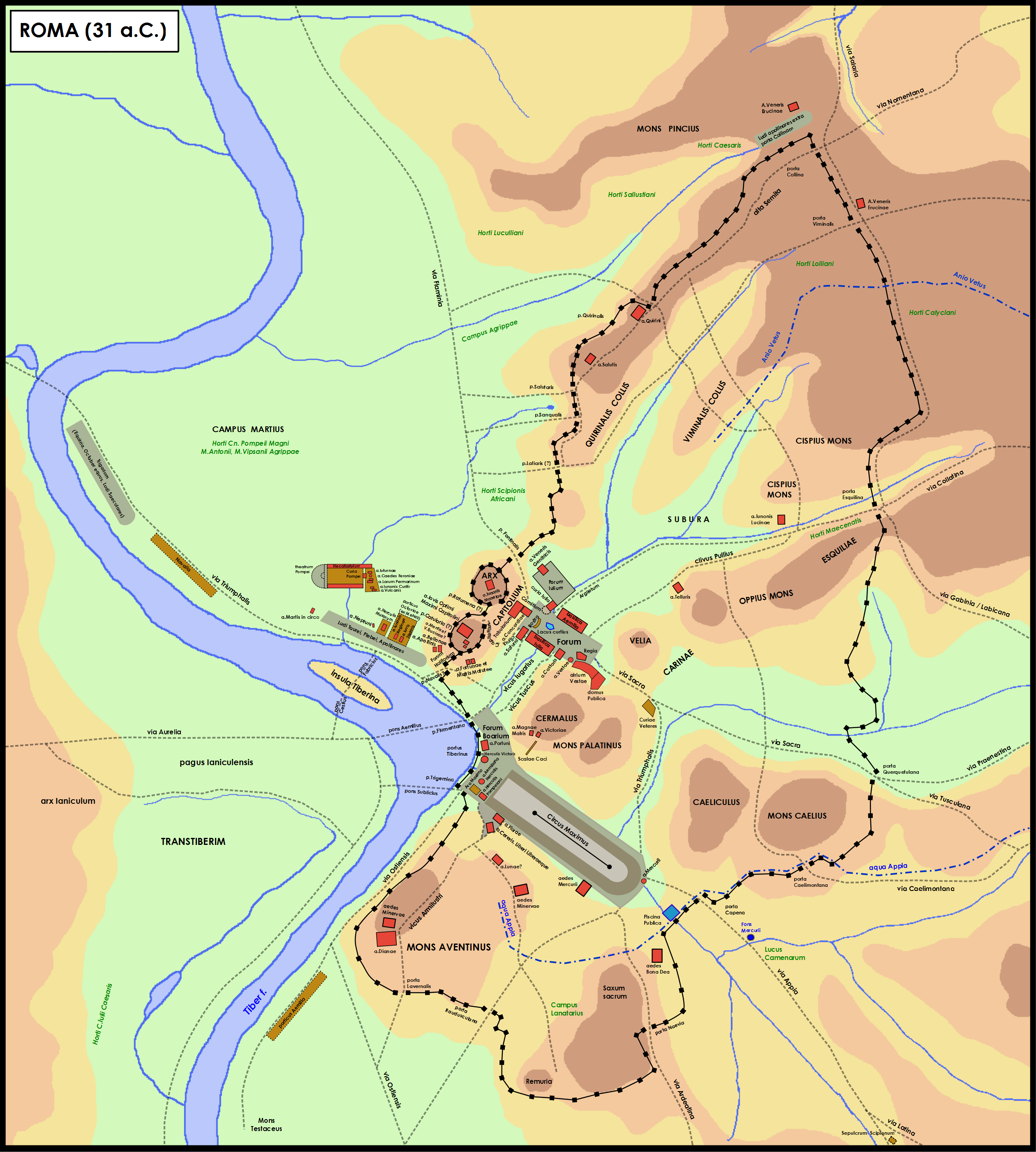
Roma antica nel I secolo a.C.; in alto a destra è indicata la Porta Collina dove cadde durante la battaglia del 1-2 novembre 82 a.C. Ponzio Telesino.

La marcia di Ponzio Telesino e del suo esercito, iniziata di notte e condotta con rapidità, colse di sorpresa i nemici e il capo sannita giunse vicino a conseguire un clamoroso successo. Le milizie romano-sannite all'alba del 1º novembre 82 a.C. arrivarono, percorrendo strade secondarie, alla periferia di Roma. Ponzio Telesino accampò il suo esercito a dieci stadi dalla Porta Collina, pronto a sferrare l'attacco alla città che appariva quasi indifesa; nella mattinata tuttavia giunse appena in tempo l'esercito di Cornelio Silla che il condottiero romano aveva trasferito a marce forzate verso nord da Praeneste per difendere la capitale.
Gaio Velleio Patercolo descrive in termini drammatici Ponzio Telesino alla decisiva e finale battaglia di Porta Collina; lo storico antico sottolinea il valore e l'estremo odio contro Roma del condottiero sannita e ne esalta il coraggio, l'esperienza militare e la terribile crudeltà; Velleio Patercolo racconta che durante la battaglia Ponzio Telesino avrebbe partecipato direttamente ai combattimenti e avrebbe cercato di galvanizzare i suoi guerrieri cavalcando personalmente in prima linea lungo le file, affermando trionfalmente che Roma stava per essere distrutta e che era arrivato il giorno della vendetta. Il capo sannita avrebbe assicurato che i predatori della libertà d'Italia, raptores italicae libertatis, sarebbero stati finalmente annientati e che era necessario distruggere completamente il "bosco", la città di Roma, in cui trovavano rifugio i "lupi" romani per liberare per sempre i popoli italici.
Nonostante la determinazione e il coraggio di Ponzio Telesino e dei suoi guerrieri sanniti, la battaglia di Porta Collina si concluse dopo alterne vicende con la sconfitta e la distruzione dell'esercito romano-italico avverso ai sillani; i Sanniti travolsero inizialmente l'ala sinistra guidata personalmente da Cornelio Silla che rischiò di essere ucciso e dovette ripiegare nel pomeriggio del 1º novembre 82 a.C. fino alle mura di Roma, ma l'ala destra guidata da Marco Licinio Crasso sbaragliò le truppe mariane e avanzò durante la notte uccidendo un gran numero di nemici. La battaglia continuò anche il mattino del 2 novembre ma alla fine anche i Sanniti vennero battuti e in gran parte annientati; gli accampamenti caddero in mano delle legioni sillane. Ponzio Telesino si batté ostinatamente fino all'ultimo e infine cadde mortalmente ferito sul campo di battaglia. Velleio Patercolo racconta che egli fu trovato morente sul terreno ancora con un'espressione feroce e altera più simile "al volto di un vincitore che non a quello di un moribondo".
Dopo la battaglia, Cornelio Silla fu spietato e crudele; i capi dell'esercito avversario e gran parte dei guerrieri sanniti catturati furono sommariamente passati per le armi: Gaio Albino Carrina, Lucio Damasippo e Gaio Marcio Censorino furono decapitati. Il capo della fazione oligarchica infierì anche sulle spoglie di Ponzio Telesino; il suo cadavere fu decapitato e la sua testa inviata a Praeneste, dove venne esposta alla vista degli assediati insieme agli altri macabri trofei e quindi gettata nel campo avversario. I difensori, scoraggiati e terrorizzati, si arresero, mentre il giovane Gaio Mario e il fratello minore di Ponzio Telesino si suicidarono; Silla fece giustiziare anche gran parte dei prigionieri di Praeneste. L'ultimo tentativo dei Sanniti di riconquistare la libertà, diretto con grande coraggio da Ponzio Telesino, terminò quindi con una sanguinosa sconfitta e con la decimazione del popolo sannita.

### Fonti primarie
- (GRC) Plutarco, Vite parallele (Βίοι Παράλληλοι), Vita di Crasso. Versione in inglese qui
- (GRC) Plutarco, Vite parallele (Βίοι Παράλληλοι), Vita di Silla. Versione in inglese qui
- (LA) Gaio Velleio Patercolo, Storia romana, II. Versione in inglese qui

### Fonti moderne
- Giuseppe Antonelli, Pompeo. Il grande antagonista di Giulio Cesare, Roma, Newton & Compton editori, 2005, ISBN 88-541-0291-1.
- Theodor Mommsen, Storia di Roma antica, vol.II, tomo I, Milano, Sansoni, 2001, ISBN 978-88-383-1882-5.
- Edward T. Salmon, Il Sannio e i Sanniti, Torino, Einaudi, 1995, ISBN 978-88-06-58032-2.